# Ruud van Empel
Ruud van Empel (Breda, 21 november 1958) is een Nederlands beeldend kunstenaar en fotograaf. Hij woont en werkt in Amsterdam. Zijn oudere broer is de regisseur en cameraman Erik van Empel (1956).

## Biografie
Ruud van Empel is geboren in 1958 in Breda. Hij studeerde vanaf 1976 aan de Academie voor Beeldende Kunst St. Joost te Breda. Docenten van hem waren o.a. Henk Cornelissen en de Amerikaanse Thomas Klinkowstein. In 1981 studeerde hij cum laude af. In de jaren tachtig maakte hij zelfstandig geproduceerde videotapes samen met kunstenaar Theo Lenders. Eind jaren tachtig verhuisde hij naar Amsterdam waar hij zich verder ontwikkelde als beeldend kunstenaar. Daarnaast werkte hij als production designer. Een bekend programma dat hij vorm heeft gegeven is Kreatief met kurk (VPRO 1992-1994). Zijn eerste fotoseries waren The Office (1995-2001), Study for Women (1999-2002) en Study in Green (2003). Zijn eerste solo-expositie was in het Groninger Museum in 1999. Hij brak internationaal door met zijn serie World-Moon-Venus, deze werd o.a. geëxposeerd in het George Eastman House te Rochester New York.

## Het werk
Zijn eerste fotoserie The Office maakte hij in 1995 op de PowerMac. Daarmee behoort hij in Nederland tot de pioniers die met digitale software Kunst begonnen te maken. Hij werkte volgens het traditionele collagesysteem, maar nu werd dat helemaal digitaal uitgevoerd. Deze techniek verfijnde hij met de serie Study for Women (1999), waarbij hij modellen die hij uit bladen scande, tot in de kleinste details in elkaar monteerde, waarbij hij zo ver ging om ogen uit meerdere scans samen te stellen. Ook het hele lichaam bouwde hij zo op, totdat er een niet bestaand fotorealistisch figuur ontstond. Deze werken werden voor het eerst getoond op het FotoFestival Naarden 2003. In die tijd maakte hij zijn eerste kinderportretten die waren gebaseerd op de Pastorale schilderkunst van de 17e eeuw: denk aan Paulus Moreelse (1571 - 1638) en Bernard Zwaerdecroon (1616 - 1654). Het was altijd het privilege van een wit kind om symbool te staan voor het thema van de onschuld. Van Empel vond dat het tijd was dit te vervangen door een zwart kind. Deze serie kreeg de titel World. Daarbij maakte hij nog 2 series met als titel Moon en Venus. In zijn latere werk is het menselijk onderwerp komen te vervallen en concentreert hij zich volledig op Natuurbeelden, er ontstaan meerdere series zoals Voyage Pittoresque (2016), Collage (2017) Floresta (2018) en Floresta Negra (2018) In deze werken zoekt hij steeds meer de abstractie op en in zijn laatste serie Pollutions (2021) zijn de werken ogenschijnlijk volledig abstract geworden.

### Exposities
Zijn internationale doorbraak had hij met de expositie Picturing Eden in het George Eastman House in januari 2006. Zijn werk World#1 stond op de cover van de catalogus. De eerste solo-expositie in Nederland vond plaats in Museum het Valkhof 2007. In 2011 volgde een groot overzicht in het Groninger Museum. Dit betekende landelijke erkenning voor Van Empel, de NTR zond een documentaire De onschuld voorbij over hem uit op de nationale televisie. De expositie reisde door naar het MoPA in San Diego en daarna volgde vele internationale exposities zoals onder andere in Fotografiska in Stockholm, FoMU in Antwerpen, CB Collection Roppongi in Tokio, Photo Phnom Pehn in Cambodja, Foto Art Festival in Polen, International Photography Festival of Belo in Horizonte Brazillië, 3rd Annual Foto in Istanboel, Festival Portrait(s) in Vichy, NRW Forum in Düsseldorf, Seoul Arts Center in Seoul, The David Winton Bell Gallery/Brown University in Rhode Island, Pinchuk Art Center in Kiev, Des Moines Art Centre in Des Moines, Internationale Fotobiënnale in Oostende en VB-photography centre in Kuopio.
Het Rijksmuseum van Amsterdam nam een aantal van zijn werken op in hun collectie. Twee van deze werken werden voor het eerst gepresenteerd in juni 2023 bij de expositie New Horizons, over kleurenfotografie van de 21ste eeuw, samengesteld door Mattie Boom en Hans Rooseboom.
Hij is de schilder onder de fotografen”— Taco Dibbits, directeur van het Rijksmuseum Amsterdam
In 2021 had hij een expositie van speciaal gemaakt werken voor het Vincent van Gogh huis te Zundert. De expositie bestond uit 24 werken waarvan de helft fotografische portretten waren van Vincent, gebaseerd op zijn zelfportretten. De rest waren fotografische weergaves van de schilderijen waaronder de Zonnebloemen. De expositie werd goed bezocht, ondanks de Corona pandemie, een nazaat van Vincent, Willem van Gogh was aanwezig op de opening. Deze werken werden daarna geëxposeerd in Tokio en Atlanta. Een retrospectief van 40 jaar werk werd georganiseerd in het Stedelijk Museum van Breda, zijn geboortestad. Vertraagd door Corona is deze uiteindelijk in mei 2023 opengegaan en werd gecureerd door Ron Dirven. Deze expositie kreeg een hoog waarderingscijfer van het publiek.

## Documentaires
Op 7 september 2011 werd door de NTR een documentaire over het werk van Ruud van Empel uitgezonden genaamd De onschuld voorbij, geregisseerd door zijn broer Erik van Empel (Westerdok film). Harvey Wang is een Amerikaanse documentaire-regisseur die Ruud van Empel in 2010 heeft geïnterviewd voor zijn productie From darkroom to daylight. Andere fotografen in deze film zijn onder andere Sally Mann, David Goldblatt en Gregory Crewdson.

## Boeken
- Photographics, uitgegeven in eigen beheer (1996)
- The Office, Torch Gallery (1998)
- Ruud van Empel - Photo Album#1, BIS Publishers (2001)
- Study in Green, TZR Galerie (2003)
- World Moon Venus, Museum Het Valkhof (2006)
- Photo Archive, uitgegeven in eigen beheer (2007)
- Photo Sketch, uitgegeven in eigen beheer (2007)
- Photoworks 2006-2008, uitgegeven in eigen beheer (2009)
- Ruud van Empel, Photoworks 1995-2010, Groninger Museum/MOPA (2011)
- Sunday Chapter, Flatland Gallery (2012)
- Ruud van Empel – Making Nature, Museum Belvédère (2019)
- 25 Years of Photoworks, Hangar PhotoArt center (2020)
- Inventing Van Gogh, Vincent van Gogh huis Zundert (2021)
- Breda 1980-1990, Stedelijk Museum Breda (2023)

## Prijzen
- Sint Joostprijs (1981)
- Charlotte Köhlerprijs (1993)
- H.N. Werkmanprijs (2001)
- Gemeente Breda Cultuur Oeuvreprijs (2013)

## Solotentoonstellingen
- Waterpas of optisch recht? Groninger Museum, Nederland, 1999
- World and other series, Museum Het Valkhof, Nederland, 2007
- Fotowerken 1995-2010, Groninger Museum, Nederland, 2011
- Strange beauty, MoPA Museum for Photographic Arts, San Diego, Verenigde Staten, 2012-2013
- Pictures don't Lie, Fotografiska, Stockholm, Zweden, 2013
- Ruud van Empel FoMU FotoMuseum Provincie Antwerpen, België, 2013
- Ruud van Empel Fotowerken, Noordbrabants Museum, 's-Hertogenbosch, Nederland, 2014
- Making Nature, Museum Belvédère, Heerenveen-Oranjewoud, Nederland, 2019
- 25 years of PhotoWorks, Hangar Photo Art Centre, Brussels België, 2020
- Inventing Van Gogh, Vincent van Gogh huis, Zundert Nederland, 2021
- Illusions of Reality, VB Photography Centre, Kuopio, Finland, 2022
- Arcadia, Stedelijk museum Breda, Nederland, 2023
- New horizons, Rijksmuseum Amsterdam, Nederland, 2023

- Bibliothèque nationale de France: cb149760752 (data)
- Gemeinsame Normdatei: 122451570
- International Standard Name Identifier: 0000 0000 7846 1190
- Library of Congress Control Number: no2003081479
- Nederlandse Thesaurus van Auteursnamen: 143099949
- PIC: 313582
- RKD-Nederlands Instituut voor Kunstgeschiedenis: 26205
- SNAC: w6ns2hcj
- Système universitaire de documentation: 169770303
- Union List of Artist Names: 500128684
- Virtual International Authority File: 116149066561365601557